# Jean de Baroncelli
Marie Joseph Henri Jean de Baroncelli, cunoscut ca Jean de Baroncelli, (n. 25 martie 1914, Paris, Île-de-France, Franța – d. 31 iulie 1998, Montpellier, Franța) a fost un scriitor și critic de film francez. A obținut la început un oarecare succes ca romancier, după care, în 1953, a început să contribuie în mod regulat cu articole de critică de film la ziarul Le Monde până în 1983.

## Biografie
S-a născut la 25 martie 1914, cu câteva luni înainte de declanșarea Primului Război Mondial, în arondismentul 16 al Parisului. La moartea tatălui său, el a devenit al zecelea marchiz de Baroncelli, deși acest titlu a fost rareori menționat. Tatăl său era regizorul de film Jacques de Baroncelli⁠(d) (1881–1951) din faza de pionierat a cinematografiei. Familia Baroncelli își avea originile în Toscana, se stabilise mai târziu în sudul Franței și prosperase în cursul secolului al XIX-lea în urma practicării comerțului.
A studiat dreptul și științele umaniste și a obținut o diplomă de licență de la prestigioasa École libre des sciences politiques⁠(d) din Paris (Sciences Po). În anii 1940 a publicat mai multe romane, printre care romanul de război Vingt-six hommes („Douăzeci și șase de oameni”, 1942) și Le disgracié (1946). A colaborat mai întâi la ziarul antisemit Je suis partout⁠(d).
S-a căsătorit în 19 octombrie 1950 cu vedeta de teatru Sophie Desmarets⁠(d) (1922–2012), iar cuplul s-a mutat la o fermă veche pe care Baroncelli o moștenise în partea de nord-vest a Montpellierului, unde timp de câțiva ani, în timpul verii, au urmat un stil de viață tipic celebrităților, cu petreceri frecvente. Cu toate acestea, înghețul nesezonier din 1956 a ruinat recolta de vin din acel an și o mare parte a terenului agricol a trebuit să fie vândut. Alte terenuri au fost vândute, de asemenea, în anii următori, iar cea mai mare parte a celor 300 de hectare pe care Baroncelli le deținea fuseseră vândute până la sfârșitul anilor 1960 pentru construcția de locuințe. Soții Baroncelli au avut o fiică pe nume Caroline, care s-a născut în anul 1952.
Baroncelli a contribuit în mod regulat la ziarul Le Monde din 1953 până în 1983, realizând numeroase recenzii de film, interviuri și articole de investigație. A fost membru al Association française de la critique de cinéma et de télévision și al Société des gens de lettres⁠(d), precum și redactor șef al buletinelor și revistelor Unifrance⁠(d) (1957–1978). Reputația de critic de film pe care a dobândit-o a determinat cooptarea sa în juriile mai multor festivaluri de film (Berlin 1957⁠(d), Cannes 1958⁠(d) și 1963⁠(d) și Veneția 1961⁠(d)), în Comitetul de selecție al filmelor străine pentru Festivalul de la Cannes din 1978 până în 1992 și în consiliul de administrație al Festivalului Internațional de Film de la Cannes.
A prezentat, de asemenea, de mai multe ori la postul public francez de radio⁠(d) emisiunea de artă „Le Masque et la Plume⁠(d)”. A fost unul dintre cei mai vechi colaboratori ai ziarului Libération⁠(d), care era inițial o publicație clandestină a mișcării de rezistență, și a fost, împreună cu Jeander (critic al ziarului Libération) și cu operatorii cinematografelor pariziene, membru fondator al Association française des cinémas d'art et d'essai⁠(d) (Confederația Cinematografului de Artă) în 1955. A fost distins cu titlul de Ofițer al Legiunii de Onoare (la 1 ianuarie 1989) și cu titlul de Comandor al Ordre des Arts et des Lettres⁠(d).
Jean de Baroncelli a decedat în 31 iulie 1998 la Montpellier.

## Opinii
| “ | Colaborând la ziarul Le Monde pe parcursul a circa treizeci de ani, Jean de Baroncelli a contribuit la instituționalizarea criticii de film. El a dat acestui exercițiu o bază jurnalistică fără precedent, dezvoltând locul rubricii «Cinéma» în cadrul Le Monde prin reportaje regulate, interviuri lungi și investigații. Echilibrul care caracterizează articolele sale a fost, de asemenea, mijlocul de stabilire a «respectabilității» profesiei de critic: ponderarea stilului prin prezentări concise și fraze scurte, ponderarea ideilor care nu necesită un arsenal teoretic, ponderarea gustului, susceptibil de entuziasm, dar nepasionat de radicalism, ponderarea tonului, departe de virulența Tinerilor Turci ai Noului Val care, în aceeași epocă, s-au angajat în critica de film într-un mod total opus. [...] El a plasat pragmatismul și modestia în centrul criticilor sale, cântărind argumentele pro și contra ale fiecărui film, plăcându-i să integreze reacțiile spectatorilor din sală ca un parametru important al analizei [...]. Gustul său pentru cineaști din alte țări, în special Ozu și Bergman, l-au împins să mărească spațiul acordat acestora în paginile ziarului Le Monde, prin intermediul unor serii de articole aprofundate despre cinematografiile străine. | ” |

## Opera literară

### Romane
- Vingt-six hommes, Grasset, Paris, 1942.
- Gilbert, 1945.
- Né en 1914, Grasset, Paris, 1945.
- Le Disgracié, La Jeune Parque, Paris, 1946.
- Les Chevaliers de la Lune, Éditions de la Table ronde, Paris, 1950.
- L'Hispano blanche, France Loisirs, Paris, 1989.

### Scenarii de film
- Bonnes à tuer⁠(d) (1954) – coautor al adaptării și dialogurilor, alături de Jean-Claude Eger
- L'Amour à vingt ans (1962) – consilier artistic al scurtmetrajului realizat de Andrzej Wajda